# Ronyva-árapasztó
A Ronyva-árapasztó egy mesterséges csatorna, amely a Ronyva-patak Sátoraljaújhelyen átfolyó szakaszán a korábban rendszeres árvízi elöntéseket hivatott megakadályozni.

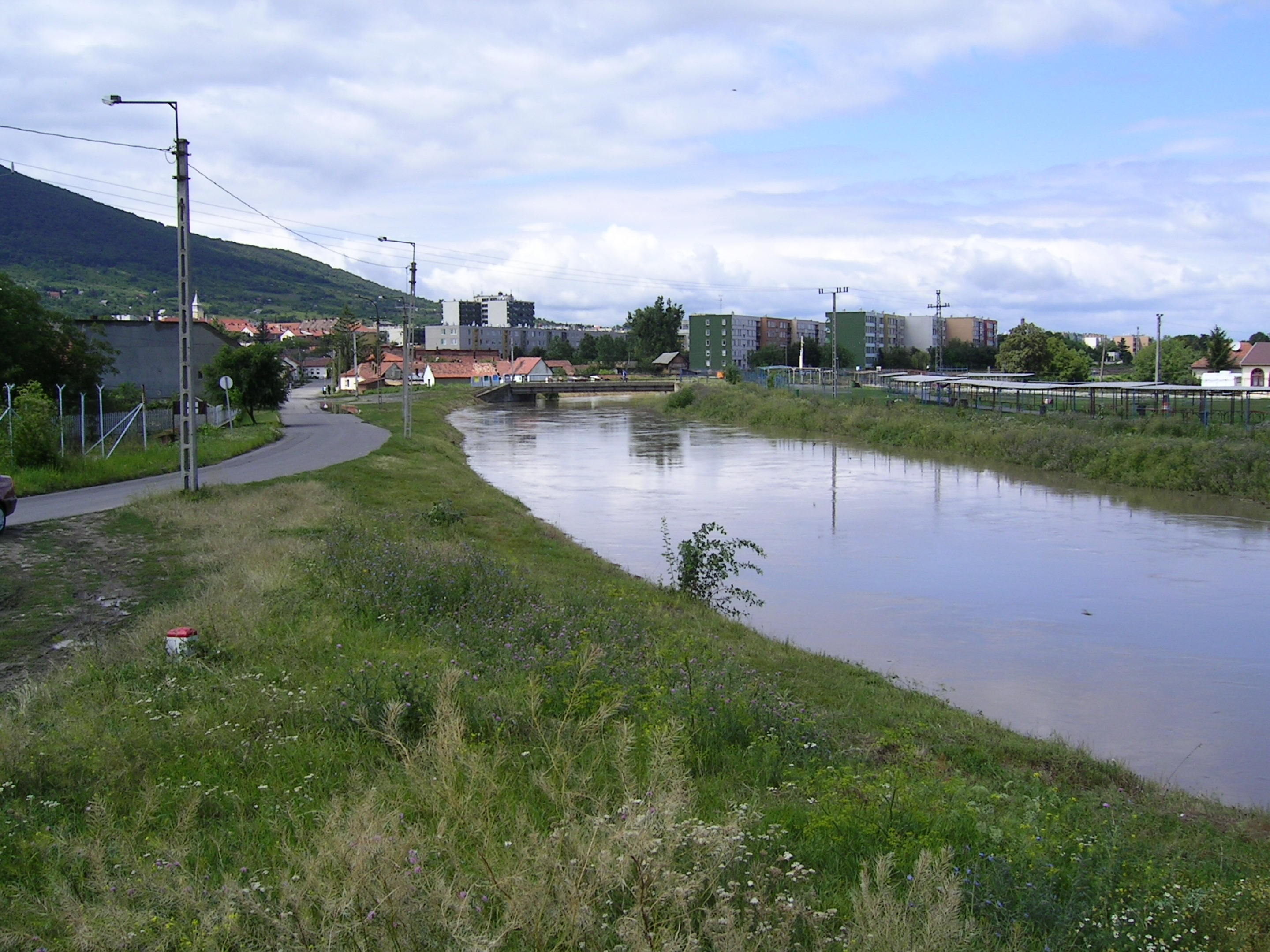
Ronyva-árapasztó (2004)

## Története
E célból a Ronyva szabályozására 1967-ben készült terv alapján 1968-tól megépült a Fehér-patak torkolatától a Sátoraljaújhely-Slovenské Nové Mesto vasútállomások közötti vasútvonal Ronyva-hídjáig, a főmeder 3+561 – 5+920 szelvényei közötti szakaszán egy árapasztó csatorna, így a (határfolyóként is szolgáló) főmeder és az árapasztó csatorna együttesen biztosítja a 180 m³/s-os vízhozam városon történő átvezetését.
Az árapasztó csatorna fogadja be a korábban a Ronyva főmederbe torkolló kisebb patakok, így a szintén szabályozott, korábban a városon végig kanyargó, mára lerövidített medrű Fehér-patak, a Zsólyomka-patak és a Májuskút-patak vizeit.

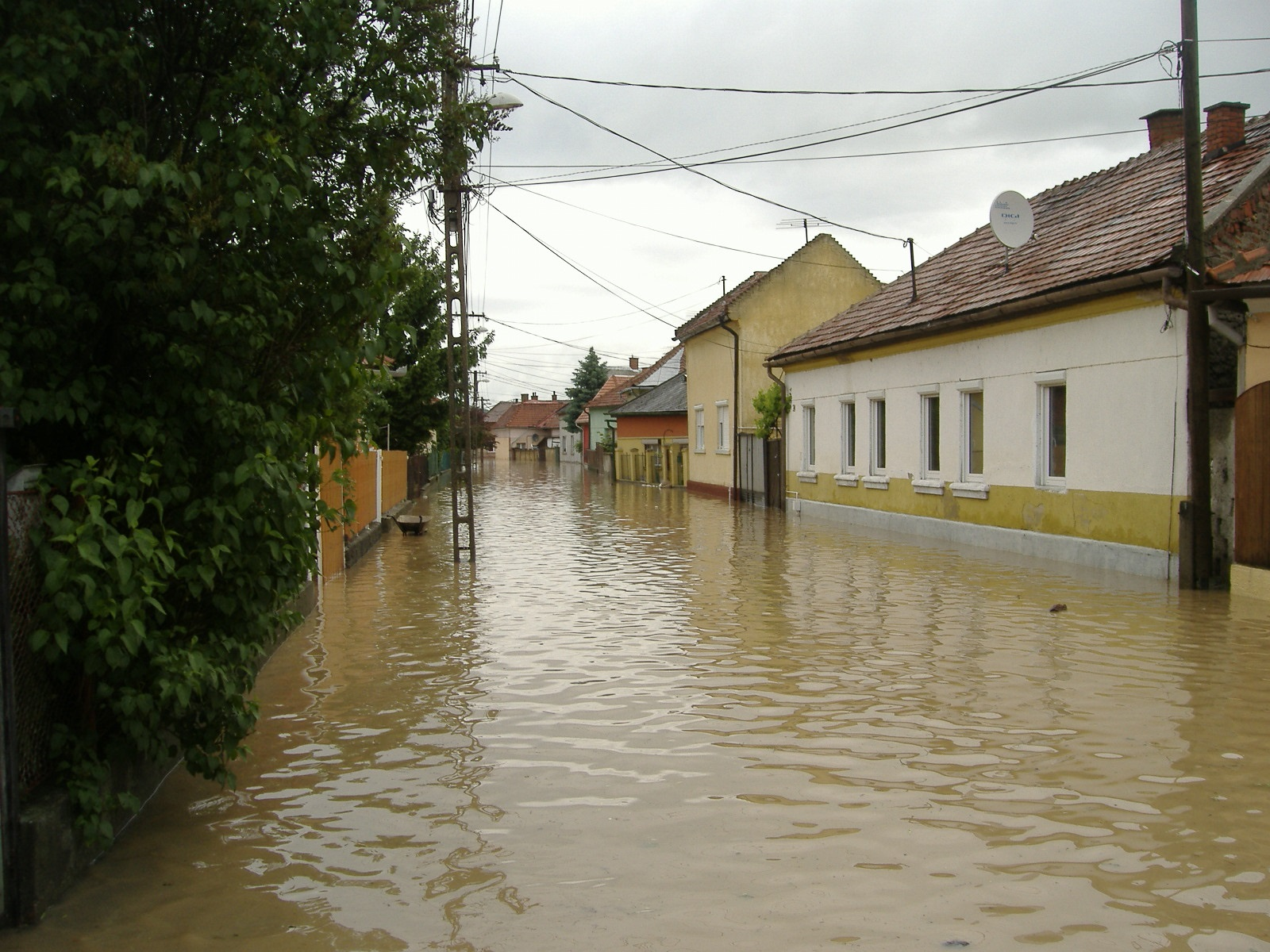
Árvíz Sátoraljaújhelyen (2010)

## Fejlesztése
Az árvízi elöntéseket megépülése után sokáig sikeresen megakadályozta az árapasztó csatorna, azonban a 2010-ben történt rekord magasságú árvíz ismét elöntötte Sátoraljaújhely mélyebb fekvésű területeit. Ez indokolta az Ronyva főmeder és az árapasztó csatorna várost átszelő szakaszainak árvízvédelmi fallal történő megerősítését.